# Quỹ đầu tư ngắn hạn
Quỹ đầu tư ngắn hạn (Short-Term Investment Fund (STIF)) là một dạng quỹ đầu tư trọng tâm vào thị trường tiền tệ với sản phẩm đầu tư chất lượng cao và rủi ro thấp. Các quỹ này thường được các nhà đầu tư sử dụng để tạm trữ các nguồn quỹ của mình trong lúc chờ đầu tư vào các hình thức khác có lãi cao hơn.
Dạng quỹ này hướng tới bảo vệ vốn trong khi tạo ra lợi nhuận có thể cao hơn một mức nhất định, chẳng hạn như so với Chứng chỉ Trái phiếu kho bạc (Treasury Bill index). Những dạng quỹ như vậy có chi phí quản lý quỹ thấp (thường dưới mức 1% một năm) và có lãi tương đối khiêm tốn, phù hợp với kiểu đầu tư rủi ro thấp.